# Voice (serie de televisión)
Voice (en hangul: 보이스; romanización revisada del coreano: Boiseu) es una serie de televisión surcoreana transmitido del 14 de enero del 2017 hasta el 12 de marzo del 2017 a través de OCN.
La segunda temporada fue estrenada en el 2018 y la tercera temporada en 2019. En octubre de 2020 se anunció que Voice tendría una cuarta temporada, la cual fue estrenada en 2021.

## Sinopsis
Moo Jin-hyuk, es un popular detective cuya vida se sale de control cuando encuentra a su esposa, Heo Ji-hye, asesinada, por lo que siente culpable, sin embargo, comienza a recuperarse de su pérdida después de conocer a la perfiladora de voz profesional de la policía Kang Kwon-ju, cuyo padre también fue asesinado. Juntos comienzan a trabajar en el nuevo equipo del centro de llamadas de emergencia del 112 Tiempo de Oro para resolver un crimen diferente, y terminan persiguiendo al asesino en serie responsable por la muerte de los miembros de sus familias.

## Reparto

#### Personajes principales
| Actor     | Personaje    | N.º de episodios | Notas |
| --------- | ------------ | ---------------- | --- |
| Jang Hyuk | Mu Jin-hyeok | 16               | Es un detective de la policía que está en la búsqueda del asesino en serie responsable por la muerte de su esposa.                                   |
| Lee Ha-na | Kang Kwon-ju | 16               | Es una experta en hacer perfiles de asesinos por medio de la voz que está en la búsqueda del asesino en serie responsable por la muerte de su padre. |

### Personajes recurrentes

#### Personal del Centro de Reportes del 112 (Equipo Golden Time)
| Actor            | Personaje               | Episodios | Notas                                                   |
| ---------------- | ----------------------- | --------- | ------------------------------------------------------- |
| Baek Sung-hyun   | Detective Shim Dae-shik | -         | Es un joven detective y el mejor amigo de Mu Jin-hyeok. |
| Yesung           | Oh Hyun-ho              | -         | Es un especialista en informática y jáquer.             |
| Son Eun-seo      | Park Eun-su             | -         | Es una especialista en idiomas y traductora.            |
| Kwon Hyung-joong | Chun Sang-pil           | -         |                                                         |
| Gook Ki-hoon     | Han Da-wun              | -         |                                                         |
| Lee Ji-hye       | -                       | -         |                                                         |
| Sung Chang-hoon  | -                       | -         |                                                         |

#### Personal de la Unidad de Crímenes Violentos de la Policía
| Actor         | Personaje               | Episodios | Notas                                                       |
| ------------- | ----------------------- | --------- | ----------------------------------------------------------- |
| Jo Young-jin  | Bae Byung-gon           | -         | Es el comisionado y jefe de la policía.                     |
| Lee Hae-young | Jang Kyung-hak          | -         | Es el jefe del equipo 1 de la unidad de crímenes violentos. |
| Kim Joong-ki  | Detective Park Jung-ki  | -         | Es un detective de la unidad de crímenes violentos.         |
| Song Boo-gun  | Detective Gu Gwang-su   | -         | Es un detective de la unidad de crímenes violentos.         |
| Baek Cheon-ki | Detective Kim Pyeong-jo | -         | Es un detective de la unidad de crímenes violentos.         |

#### Casos

##### Eunhyung-dong Policeman's Wife Murder
| Actor                                | Personaje     | Episodio(s) | Notas |
| ------------------------------------ | ------------- | ----------- | --- |
| Kim Jae-wook Song Seong-han (송성한) | Mo Tae-gu     | -           | Es el rico y atractivo director de Sungwun Express, quien aparenta ser un hombre agradable, sin embargo, en realidad oculta su verdadera personalidad psicópata. Es un asesino en serie que pronto se convierte en una persona de interés en el caso de asesinato de Heo Ji-hye, la esposa de Mu Jin-hyeok, un policía de Eunhyung-dong. Tae-gu disfruta matar a sus víctimas y se cree un dios. |
| Oh Yeon-ah                           | Heo Ji-hye    | 1           | Es la esposa de Mu Jin-hyeok. |
| Son Jong-hak                         | Kang Kuk-hwan | 1, 3        | Es el padre de Kang Kwon-ju. |
| Hwang Sang-kyung                     | Go Dong-chul  | 1           | Es un sospechoso del asesinato de Heo Ji-hye. |

##### Eunhyung-dong Kidnapping
| Actor        | Personaje      | Episodio(s) | Notas                                       |
| ------------ | -------------- | ----------- | ------------------------------------------- |
| Kim Tae-han  | Jo Gwang-cheon | 1-2         | Es un secuestrador.                         |
| Jeon Soo-jin | Park Bok-nim   | 1-2         | Es una joven estudiante que es secuestrada. |

##### Burim-dong Child Abuse and Murder
| Actor          | Personaje     | Episodio(s) | Notas                                      |
| -------------- | ------------- | ----------- | ------------------------------------------ |
| Bae Jung-hwa   | Oh Su-jin     | 2-3         | Es la madre abusiva de Ah-ram.             |
| Choi Seung-hun | Son Ah-ram    | 2-3         | Es un pequeño abusado por su madre Su-jin. |
| Kim Ji-ahn     | -             | 2-3         | Es la hija de Oh Su-jin.                   |
| Kwon Byung-gil | Baek Sung-hak | 2-3         | Es un guardia de seguridad.                |

##### Hongchang-dong Kidnapping
| Actor                       | Personaje      | Episodio(s) | Notas                               |
| --------------------------- | -------------- | ----------- | ----------------------------------- |
| Lee Joo-seung Jung Joon-won | Hwang Kyung-il | 4-6         | Es un profesor.                     |
| Han Bo-bae                  | Park Eun-byul  | 4-6         | Es la hermana menor de Park Eun-su. |
| Kim Ji-hoon                 | Woo Bong-gil   | 4-6         | Es el cómplice.                     |
| Han Geun-sup                | Min Ji-seok    | 4-6         | Es el exnovio de Park Eun-byul.     |

##### Surim-dong Chunsoo Townhouse Murder
| Actor           | Personaje                 | Episodio(s) | Notas                                                     |
| --------------- | ------------------------- | ----------- | --------------------------------------------------------- |
| Lee Yong-nyeo   | Park Bok-sun Shim Chun-ok | 6-8         | Es la dueña de la posada y una mujer mayor con alzhéimer. |
| Shin Seung-hwan | Shim Young-wun            | 6-8         | Es el hermano de Shim Chun-ok.                            |
| Yoon Kyung-ho   | Yoon Pil-bae              | 6-8         | Es el inquilino.                                          |
| Park Eun-young  | Bang Mal-nyun             | 6-8         | Es la mujer que le habla a la policía.                    |

##### Gwangchang-dong Club Fever Hostage
| Actor        | Personaje    | Episodio(s) | Notas                              |
| ------------ | ------------ | ----------- | ---------------------------------- |
| Kim Ho-young | Yang Ho-shik | 9-10        | Es un electricista y jáquer genio. |

##### Bangha-dong Nakwon Welfare Center
| Actor         | Personaje                  | Episodio(s) | Notas                                                    |
| ------------- | -------------------------- | ----------- | -------------------------------------------------------- |
| Hong Sung-duk | Baek Jin-gu                | 11-12       | Es un paciente mental del centro de bienestar de Nakwon. |
| Yeo Moo-young | Byun Sang-an Kang Hyun-pal | 11-12       | Es el director del centro de bienestar de Nakwon.        |
| Jo Wan-gi     | Kim Gyu-hwan               | 11-12       | Es un terapeuta del centro de bienestar de Nakwon.       |
| Lee Na-yoon   | Sae-bom                    | 11-12       | Es una pequeña niña sin hogar.                           |

##### Accidente de autobús de Woogyeong-ri
| Actor                 | Personaje    | Episodio(s) | Notas                                        |
| --------------------- | ------------ | ----------- | -------------------------------------------- |
| Park Noh-sik (박노식) | Park Jong-wu | 14-15       | Es el conductor del autobús Sungwun Express. |
| Oh Cho-hee (오초희)   | Na Jung-eun  | 14-15       | Es una pasajera embarazada del autobús.      |
| Min Jung-sub (민정섭) | Jung Chul-ho | 14-15       | Es el esposo de Na Jung-eun.                 |
| Kim Hyun (김현)       | Im Mi-ho     | 14-15       |                                              |
| Kim Jun-hyuk (김준혁) | -            | 14-15       | Es el hijo de Im Mi-ho.                      |

### Otros personajes
| Actor                            | Personaje        | Episodio donde apareció | Notas                                                         |
| -------------------------------- | ---------------- | ----------------------- | ------------------------------------------------------------- |
| Kim Hyung-kyu                    | -                | 9                       | Es el mánager del club "Fever".                               |
| Lee Si-woo (이시우)              | Moo Dong-wu      | -                       | Es el hijo de Moo Jin-hyuk.                                   |
| Lee Joo-sil                      | -                | -                       | Es la abuela de Park Eun-soo y dueña de un restaurante.       |
| Kim Myeong-kuk                   | Cha Myung-chul   | -                       |                                                               |
| Choi Ki-sub (최기섭)             | «Tabloid»        | 7                       | Es un informante de Mu Jin-hyuk.                              |
| Lee Kwan-hoon (이관훈)           | «Mokttagi»       | -                       | Es un motorista involucrado en el secuestro de Mu Jin-hyuk.   |
| Kim Roi-ha Kim Jong-yun (김종윤) | Nam Sang-tae     | -                       | Es el CEO del desarrollo de la empresa Good Friend.           |
| Yoon Ji-min                      | Jang Gyu-ah      | 6                       | Es la madame del club "Fantasia Night Club".                  |
| Lee Dae-kyung                    | Mo Gi-beom       | -                       | Es el presidente de Sungwun Express y el padre de Mo Tae-gu.  |
| Jang Won-young                   | Kwon Chang-tae   | -                       | Es el director del departamento de planificación territorial. |
| Kang Moon-kyung                  | Kim Jun-tae      | -                       | Es el ministro de planificación territorial.                  |
| Kim Yong-woon                    | Ji Chun-bae      | -                       | Es la mano derecha de Nam Sang-tae.                           |
| Lee Gyu-bok (이규복)             | -                | -                       | Es uno de los subordinados de Nam Sang-tae.                   |
| Ki Se-hyung (기세형)             | -                | -                       | Es uno de los subordinados de Nam Sang-tae.                   |
| Hong Seung-jin                   | -                | -                       | Es un asesino del sudeste asiático.                           |
| Song Young-kyu                   | Park Eun-cheol   | -                       | Es un fiscal que trabaja para "Sungwun Group".                |
| Lee Jae-won                      | -                | -                       | Es el chofer y asistente de Mo Tae-goo.                       |
| Jung Hyun-seok (정현석)          | -                | 16                      | Es el doctor de Shim Dae-shik.                                |
| Cha Min-ji                       | Go Ye-ji         |                         |                                                               |
| Jang Tae-min (장태민)            | -                | -                       |                                                               |
| Carson Allen (카슨)              | -                | 4                       | Es una joven que pierde su cartera.                           |
| Choi Min-geum (최민금)           | -                | -                       |                                                               |
| Gong Jae-won (공재원)            | -                | -                       |                                                               |
| Kwon Oh-jin (권오진)             | Nam Gu-hang      | -                       | Es el padre de Nam Sang-tae.                                  |
| Lee Chae-kyung (이채경)          | Do-mi (de joven) | -                       |                                                               |
| Yoo Sang-jae (유상재)            | -                | -                       | Es el jefe del equipo de seguridad del hospital.              |
| Kang Ro-chae (강로채)            | Su-ji            | -                       |                                                               |
| Ham Jin-sung (함진성)            | -                | -                       | Es un paramédico privado.                                     |
| Jung Ik-han (정익한)             | -                | -                       |                                                               |
| Lee Kyu-seob (이규섭)            | -                | -                       |                                                               |
| Han Joo-young (한주영)           | -                | -                       |                                                               |
| Jang Ka-hyeon (장가현)           | -                | -                       |                                                               |
| Kim Kwang-hyun (김광현)          | -                | -                       |                                                               |

### Apariciones especiales
| Actor          | Personaje      | Episodio donde apareció | Notas                                                                   |
| -------------- | -------------- | ----------------------- | ----------------------------------------------------------------------- |
| Kim Kwon       | -              | 16                      | Es un médico psiquiatra psicópata del hospital mental Sungwun.          |
| Kim Yoon-ah    | Mary           | 9                       | Es la DJ del club "Fever".                                              |
| Kang Min-tae   | -              | 5                       | Es uno de los integrantes del grupo de secuestradores de Mu Jin-hyuk.   |
| Han Yi-jin     | -              | 4                       | Es un encargado de carretera.                                           |
| Kim Ik-tae     | -              | 4                       | Es un médico forense el cual es consultado por Kang Kwon-joo.           |
| Kim Myung-gook | Cha Myung-chul | 3                       | Es el secretario general de la policía.                                 |
| Park Hyo-jun   | -              | 1-2                     | Es un oficial de la policía y compañero de patrulla de Mu Jin-hyuk.     |
| Lee Jun-hyeok  | -              | 1                       | Es el gerente del club nocturno y conocido del sospechoso Go Dong-chul. |
| Jo Jae-yoon    | -              | 1                       | Es un gánster y jefe de la triada.                                      |

## Episodios
La serie estuvo conformada por dieciséis episodios, los cuales fueron emitidos todos los sábados y domingos a las 22:00 (zona horaria de Corea (KST)).
Debido a que el drama de la serie está basado en varias historias de la vida real basadas en crímenes violentos, recibió una advertencia de la Comisión de Normas de Comunicaciones de Corea (KCSC) por contenido violento e impactante. Por lo que el 25 de febrero del 2017 la producción de la serie anunció que los episodios 11 y 12 tendrían calificación de 19+.
El 27 de febrero del mismo año la OCN anunció que debido a la gran respuesta de los televidentes, el drama emitiría dos episodios especiales el 18 de marzo del mismo año, donde los actores grabaron comentarios y se revelaron algunos clips mostrando detrás de escena.

### Ratings
Los números en color rojo indican las calificaciones más bajas, mientras que los números en azul indican las calificaciones más altas.
| N.º      | Título                                                                                          | Fecha de emisión      | Participación promedio de audiencia | Participación promedio de audiencia | Participación promedio de audiencia |
| N.º      | Título                                                                                          | Fecha de emisión      | TNmS                                | AGB Nielsen                         | AGB Nielsen                         |
| N.º      | Título                                                                                          | Fecha de emisión      | Nacional                            | Nacional                            | Seúl                                |
| -------- | ----------------------------------------------------------------------------------------------- | --------------------- | ----------------------------------- | ----------------------------------- | ----------------------------------- |
| 1        | A Voice in the Dark (어둠 속의 목소리)                                                          | 14 de enero de 2017   | 1.6%                                | 2.346%                              | 2.397%                              |
| 2        | Healing Mother's Two Faces (힐링마마의 두 얼굴)                                                 | 15 de enero de 2017   | 2.1%                                | 2.986%                              | 2.267%                              |
| 3        | Healing Mother's Two Faces (힐링마마의 두 얼굴)                                                 | 21 de enero de 2017   | 4.9%                                | 5.406%                              | 5.383%                              |
| 4        | Dark Generic Bell Sound: The Secret of the Chocolate Box (어둠 속의 벨소리 #초콜릿 상자의 비밀) | 22 de enero de 2017   | 2.9%                                | 3.226%                              | 2.967%                              |
| 5        | Dark Generic Bell Sound: The Secret of the Chocolate Box (어둠 속의 벨소리 #초콜릿 상자의 비밀) | 4 de febrero de 2017  | 4.3%                                | 5.339%                              | 5.540%                              |
| 6        | Secret of the Trash House: The Pupil in the Wall (쓰레기집의 비밀 #벽속의 눈동자)               | 5 de febrero de 2017  | 3.1%                                | 4.236%                              | 3.130%                              |
| 7        | Secret of the Trash House: The Pupil in the Wall (쓰레기집의 비밀 #벽속의 눈동자)               | 11 de febrero de 2017 | 4.4%                                | 4.032%                              | 3.541%                              |
| 8        | Secret of the Trash House: The Pupil in the Wall (쓰레기집의 비밀 #벽속의 눈동자)               | 12 de febrero de 2017 | 4.0%                                | 4.663%                              | 4.354%                              |
| 9        | Secret of the Trash House: The Pupil in the Wall (쓰레기집의 비밀 #벽속의 눈동자)               | 18 de febrero de 2017 | 4.4%                                | 4.974%                              | 5.380%                              |
| 10       | Devil's Whisperer (악마의 속삭임)                                                               | 19 de febrero de 2017 | 4.3%                                | 5.358%                              | 5.956%                              |
| 11       | Devil's Whisperer (악마의 속삭임)                                                               | 25 de febrero de 2017 | 4.1%                                | 4.192%                              | 4.396%                              |
| 12       | A Call from the Fiery Pit (지옥으로부터 온 전화)                                                | 26 de febrero de 2017 | 4.3%                                | 4.654%                              | 5.203%                              |
| 13       | The Birth of Satan (마왕의 탄생)                                                                | 4 de marzo de 2017    | 4.0%                                | 3.886%                              | 4.061%                              |
| 14       | The Birth of Satan (마왕의 탄생)                                                                | 5 de marzo de 2017    | 3.9%                                | 5.132%                              | 4.948%                              |
| 15       | For the Last Golden Time (마지막 골든타임을 위하여)                                             | 11 de marzo de 2017   | 3.4%                                | 4.222%                              | 4.758%                              |
| 16       | For the Last Golden Time (마지막 골든타임을 위하여)                                             | 12 de marzo de 2017   | 4.4%                                | 5.055%                              | 5.601%                              |
| Promedio | Promedio                                                                                        | Promedio              | 3.8%                                | 4.357%                              | 4.368%                              |

### Remakes

#### Voice: 110 Emergency Control Room (2019)
El remake de Japón fue titulado "Voice: 110 Emergency Control Room" (ボイス 110 緊急指令室), el cual fue protagonizado por la actriz Yōko Maki y el actor Toshiaki Karasawa. La serie contó con una temporada de 10 episodios, los cuales fueron emitidos del 13 de julio del 2019 hasta el 21 de septiembre del 2019 todos los sábados a las 10:00 a través de la cadena Nippon TV (NTV).

#### Voice Thai (2019)
El remake de Tailandia fue titulado "Voice" (สัมผัสเสียงมรณะ), el cual fue protagonizado por la actriz Khemanit Jamikorn y el actor Andrew Gregson. La serie contó con una temporada de 16 episodios, los cuales fueron emitidos del 4 de noviembre del 2019 hasta el 24 de diciembre del mismo año a través de True4U.

## Música
El OST de la serie está conformada por tres partes:

### Parte 1
| No. | Intérprete     | Canción           | Letra | Canción | Duración |
| --- | -------------- | ----------------- | ----- | ------- | -------- |
| 1   | Kim Young-geun | "Word Up"         | -     | -       | 3:13     |
| 2   | -              | "Word Up" (Inst.) | -     | -       | 3:13     |

### Parte 2
| No. | Intérprete  | Canción          | Letra | Canción | Duración |
| --- | ----------- | ---------------- | ----- | ------- | -------- |
| 1   | Kim Yoon-ah | "Voice" (목소리) | -     | -       | 3:45     |
| 2   | -           | "Voice" (Inst.)  | -     | -       | 3:45     |

### Parte 3
| No. | Intérprete | Canción                           | Letra | Canción | Duración |
| --- | ---------- | --------------------------------- | ----- | ------- | -------- |
| 1   | Changmo    | "My Ears Are Open" (내 귀는 열려) | -     | -       | 4:18     |
| 2   | -          | "My Ears Are Open" (Inst.)        | -     | -       | 4:18     |

## Premios y nominaciones
| Año  | Categoría        | Premio                         | Nominado  | Resultado |
| ---- | ---------------- | ------------------------------ | --------- | --------- |
| 2017 | Drama Star Award | Korean Film Shining Star Award | Jang Hyuk | Ganó      |

## Producción
La serie también fue conocida como "The Voice" (en hangul,  더 보이스). Fue creada por Studio Dragon en conjunto con Choi Jin-hee.
Fue dirigida por Kim Hong-seon y por Kim Sang-hoon (del 3 al 16 episodio), ambos contaron con el apoyo del guionista Ma Jin-won (마진원).
Mientras que la dirección creativa estuvo en manos de Kang In-goo y Kim Mi-ra. La producción estuvo en manos de Kim Ryun-hee, quien contó con el apoyo de los productores ejecutivos Lee Chan-ho, Choi Kwang-yong y Ma Jung-hoon.
Por otro lado la música estuvo compuesta por Gaemi (개미). Mientras que la cinematografía fue realizada por Kang Seung-ki y Choo Kwang-jae. Y la edición por Oh Sang-hwan.
La primera lectura del guion fue realizada el 14 de noviembre del 2016 en Corea del Sur.
La serie contó con el apoyo de la compañía de producción Content K y fue distribuida por OCN.

### Recepción
Debido a su popularidad, la serie fue renovada para una segunda temporada y posteriormente una tercera temporada. En abril del 2017 se anunció que el elenco y el equipo de la serie viajarían a Cebu, Filipinas el 11 de abril del mismo año, donde permanecerían por cinco días como premio para celebrar el final del exitoso drama.

### Distribución internacional
Los derechos de VOD de la serie fueron vendidos a 56 países, incluidos Estados Unidos, Canadá, Francia, Suiza, Hong Kong, Singapur, entre otros.